# 100 North Main Street
Le 100 North Main Street appelé aussi Wachovia Center est un gratte-ciel de 140 mètres de hauteur (hauteur du toit) construit à Winston Salem en Caroline du Nord aux États-Unis de 1994 à 1995.
L'immeuble a été construit pour abriter le siège de la Wachovia National Bank qui était la quatrième banque la plus importante des États-Unis par les actifs. Wachovia a fusionné ensuite avec la banque Wells Fargo.
En 2024 c'est toujours le plus haut immeuble de Winston Salem et le plus haut immeuble construit aux États-Unis en 1995.
C'est le plus haut et le seul gratte-ciel du monde avec un dôme en granite.
Le dôme est composé de 856 panneaux de granite, comporte des équipements mécaniques et est haut de 17 mètres. 
296 lampes fluorescentes illuminent le dôme la nuit.
Le long des côtés sont placés des câbles de fibres optiques en acrylique avec des lampes de 20 centimètres de large. 
Les retraits aux 9°, 10°, 26°, 28° étages sont illuminés avec 64 spots lumineux incandescent de 1000 watts. Les lumières mettent 15 minutes pour atteindre leur pleine brillance à la nuance prévue.
L'immeuble est recouvert de granite blanc venant d'une seule carrière en Sardaigne en Italie.
Le hall d'entrée comporte des mosaïques de marbre.
L'architecte est Cesar Pelli et l'agence Kendall/Heaton Associates Inc.
Cesar Pelli considère que cet immeuble est le meilleur qu'il ait conçu, aimant à considérer qu'il s'agit d'un bouton de rose prêt à fleurir.
La surface de plancher de l'immeuble est de 55 742 m².
Les jardins autour de l'immeuble ont été conçus par la femme de Cesar Pelli, Diana Balmori qui est paysagiste